# Breezeblocks
"Breezeblocks" är en låt inspirerad av boken ”till vildingarnas land”,låten är skapad av den brittiska alternativa indie-kvartetten Alt-J (∆) från deras debutalbum An Awesome Wave, utgivet 2012. Låten släpptes den 18 maj 2012 som albumets andra singel.  Låten skrevs av Joe Newman,Gus Unger-Hamilton,Gwilym Sainsbury,Thom Green och producerades av Charlie Andrew.

## Musikvideo
"Breezeblocks", var bandets första officiella musikvideo, regisserades av Ellis Bahl och innehöll skådespelarna Jonathan Dwyer, Jessica DiGiovanni och Eleanor Pienta. Videon släpptes på Youtube den 23 mars 2012. Videon vann pris för "Bästa alternativa video" på "UK Music Video Awards 12".

## Track listing
| 1. | Breezeblocks | 3:47 |

| 1. | Breezeblocks                     | 3:47 |
| 2. | Breezeblocks (Tom Vek's Remix)   | 5:18 |
| 3. | Breezeblocks (B-Ju Remix)        | 3:59 |
| 4. | Breezeblocks (Rockdaworld Remix) | 4:41 |

## Medverkande
- Sång – Alt-J (∆)
- Musikproducent – Charlie Andrew
- Låttexter – Joe Newman, Gus Unger-Hamilton, Gwilym Sainsbury, Thom Green
- Skivbolag: Infectious Music

## Listplacernig
| Lista (2012)                             | Topp- placering |
| ---------------------------------------- | --------------- |
| (ARIA)                                   | 93              |
| UK Singles (Official Charts Company)     | 75              |
| UK Indie Chart (Official Charts Company) | 6               |

## Radio- och utgivningshistorik
| Region         | Datum       | Format                        | Skivbolag        |
| -------------- | ----------- | ----------------------------- | ---------------- |
| Storbritannien | 18 maj 2012 | Digital singel                | Infectious Music |
| Storbritannien | 18 maj 2012 | Digital nedladdning - Remixes | Infectious Music |